# Julian Delphiki
Ifj. Julian „Bean” Delphiki (Rotterdam, 2194 körül – 2216) Orson Scott Card Végjáték sci-fi univerzumának egy kitalált karaktere, Id. Julian és Elena Delphiki gyermeke. Egyike azon gyerekeknek, akik a második hangy inváziót követően az orbitális pályán keringő Hadiiskolába küldtek, ahol Bean jobbkeze lett és segédkezett a hangyokat később elpusztító Andrew „Ender” Wigginek. Bean később feleségül vette Petra Arkaniant és a Föld Sztratégosza lett.

## Származása
Bean Rotterdamban született 22 testvérével együtt, akiket édesapja féltestvére, Volescu rabolt el egy génbankból. Mivel édesanyja egyik petevezetéke rendellenesen fejlődött, a másik pedig egy méhen kívüli terhesség után lett terméketlen, a szülők mesterséges megtermékenyítés mellett döntöttek. 2-2 fiú és lány petesejtjét klónozták, mindegyikből hat példányt, amiket lefagyasztottak. Nikolai kivételével nem kerültek beültetésre az embriók. Volescu ezeket rabolta el, majd beültette a saját megváltoztatott DNS-ét az enukleált petesejtekbe. A babákkal nyolc-kilenc hónapos korukban végeztek, mielőtt a rendőrség felfedezte volna a létesítményt: elaltatták őket, majd a holttestüket elhamvasztották. Beannek viszont sikerült elbújnia egy vécé tartályába, és így túlélte. Egy Pablo de Noches nevű takarító találta meg, aki hazavitte, ahonnét Bean később elszökött és az utcán élt tovább.
|  |  |                |                |                |                | Id. Nikolai Delphiki |                |  |  |                             |                             |                             |                             |                             |                             |  |  |                  |                  |                  |                  |                  |                  |
|  |  |                |                |                |                | |                |  |  |                             |                             |                             |                             |                             |                             |  |  |                  |                  |                  |                  |                  |                  |
|  |  |                |                |                |                | |                |  |  |                             |                             |                             |                             |                             |                             |  |  |                  |                  |                  |                  |                  |                  |
|  |  | Volescu        | Volescu        | Volescu        | Volescu        | Volescu | Volescu        |  |  | Id. Julian Delphiki         | Id. Julian Delphiki         | Id. Julian Delphiki         | Id. Julian Delphiki         | Id. Julian Delphiki         | Id. Julian Delphiki         |  |  | Elena Delphiki   | Elena Delphiki   | Elena Delphiki   | Elena Delphiki   | Elena Delphiki   | Elena Delphiki   |
|  |  | Volescu        | Volescu        | Volescu        | Volescu        | Volescu | Volescu        |  |  | Id. Julian Delphiki         | Id. Julian Delphiki         | Id. Julian Delphiki         | Id. Julian Delphiki         | Id. Julian Delphiki         | Id. Julian Delphiki         |  |  | Elena Delphiki   | Elena Delphiki   | Elena Delphiki   | Elena Delphiki   | Elena Delphiki   | Elena Delphiki   |
|  |  |                |                |                |                | |                |  |  |                             |                             |                             |                             |                             |                             |  |  |                  |                  |                  |                  |                  |                  |
|  |  |                |                |                |                | |                |  |  |                             |                             |                             |                             |                             |                             |  |  |                  |                  |                  |                  |                  |                  |
|  |  | Petra Arkanian | Petra Arkanian | Petra Arkanian | Petra Arkanian | Petra Arkanian | Petra Arkanian |  |  | Ifj. Julian „Bean” Delphiki | Ifj. Julian „Bean” Delphiki | Ifj. Julian „Bean” Delphiki | Ifj. Julian „Bean” Delphiki | Ifj. Julian „Bean” Delphiki | Ifj. Julian „Bean” Delphiki |  |  | Nikolai Delphiki | Nikolai Delphiki | Nikolai Delphiki | Nikolai Delphiki | Nikolai Delphiki | Nikolai Delphiki |
|  |  | Petra Arkanian | Petra Arkanian | Petra Arkanian | Petra Arkanian | Petra Arkanian | Petra Arkanian |  |  | Ifj. Julian „Bean” Delphiki | Ifj. Julian „Bean” Delphiki | Ifj. Julian „Bean” Delphiki | Ifj. Julian „Bean” Delphiki | Ifj. Julian „Bean” Delphiki | Ifj. Julian „Bean” Delphiki |  |  | Nikolai Delphiki | Nikolai Delphiki | Nikolai Delphiki | Nikolai Delphiki | Nikolai Delphiki | Nikolai Delphiki |
|  |  |                |                |                |                | |                |  |  |                             |                             |                             |                             |                             |                             |  |  |                  |                  |                  |                  |                  |                  |
|  |  |                |                |                |                | Andrew Delphiki Bella Delphiki Ramón Delphiki Julian Delphiki III Petra Delphiki II Andrew „Ender” Delphiki Bella „Carlotta” Delphiki Cincinnatus „Sergeant” Delphiki |                |  |  |                             |                             |                             |                             |                             |                             |  |  |                  |                  |                  |                  |                  |                  |

## Életrajz

### Ender árnyéka

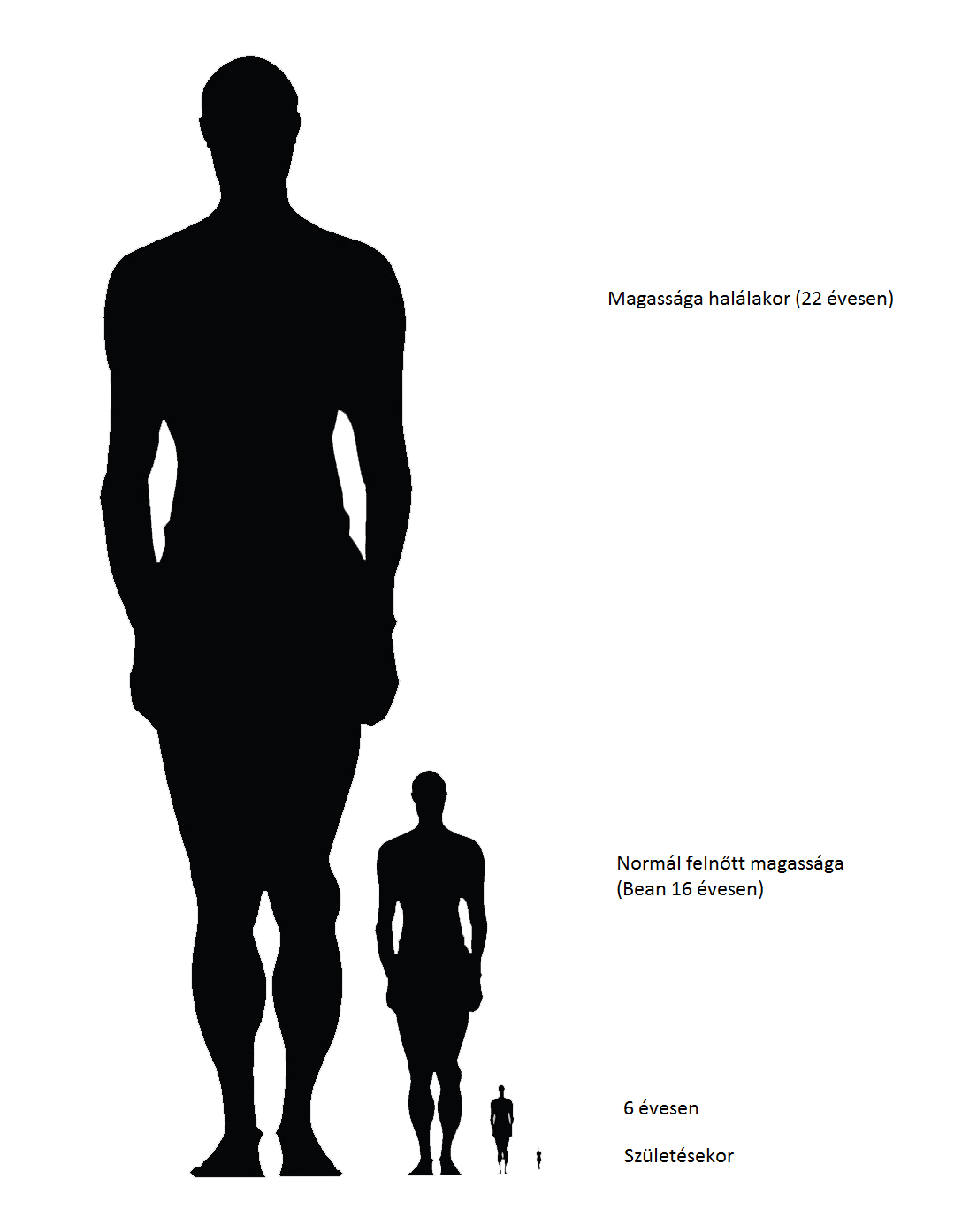
Bean magasságának változása.

Miután Bean egyéves korában az utcára került és éhezésre kényszerült: az idősebb gyerekek elvették ami talált, tőlük és a felnőttektől nem számíthatott segítésre. Három évig élt így az éhhalál szélén, míg nem talált egy megfelelő bandavezért, aki megfelelő volt a terve megvalósításához. Rávette Poke-ot, hogy keressen egy olyan idősebb fiút („szekát”), akit erőszakkal rá tudnak venni, hogy védje meg őket a többi szekától. Poke egyik lábára sánta Achilles de Flandres-t választotta, akit a bandája segítségével Bean terve alapján a földre tepertek és az együttműködését követelték. Mikor Bean rájött, hogy egy alkalmatlan és veszélyes szekát választottak, követelte Poketól, hogy végezzen vele, ám Achilles maga mellé állította a banda tagjait.

## Érdekességek
- Filmbeli megszemélyesítője Aramis Knight(wd).
- Beant intelligensebbnek és okosabbnak tartják mint Ender Wiggint, viszont Ender empatikusabb és jobb vezér, akit ezért volt alkalmasabb a hangyok elleni támadás vezetésére.[3]